# Стайнберг, Голди
Го́лди Ста́йнберг (англ. Goldie Steinberg, урождённая Го́лда Ха́цкелевна Гурфи́нкель; 30 октября 1900, Кишинёв, Бессарабская губерния, Российская империя — 16 августа 2015, Лонг-Бич, Нью-Йорк) — американская долгожительница, старейший верифицированный человек еврейского происхождения и старейшая из долгожителей российского происхождения.

## Биография
Родилась в Кишинёве, была одной из восьмерых детей в семье Хацкеля и Двойры Гурфинкель. Дома говорили только на идише и в школе она училась на этом же языке. Рано осталась без матери. В 1923 году, вместе с сёстрами Рейзл и Сурой покинула Румынию, переехала в США и поселилась в Бруклине, где уже жил её дядя Макс.
Жила в одной и той же квартире в Бенсонхерсте на протяжении 72 лет, работала швеёй. В 1932 году вышла замуж за своего земляка, ювелира Филипа Стайнберга (Штейнберга, 1901—1967). У них было двое детей — сын (1935) и дочь (1942).
Голди Стайнберг вела самостоятельный образ жизни до 104 лет, затем переселилась в дом для престарелых Grandell Rehabilitation and Nursing Center с кошерным питанием в городке Лонг-Бич на Лонг-Айленде.
С 1 августа 2015 года была 45-й из старейших когда-либо живших верифицированных людей и 6-й старейшей ныне живущей верифицированной женщиной.